# Болама (регион)
Болама (на португалски: Bolama, изговаря се по-близко до Булама) е регион на Гвинея-Бисау, включващ малка част от континенталната част на страната и островите Бижагош, пръснати в Атлантическия океан, принадлежащи на Гвинея-Бисау. Площта на региона е 2624 км2, а населението – 34 563 души (по преброяване през март 2009 г.). Столицата на Болама е град Болама, с население около 10 000 души (2004 г.). Регионът е разделен на 3 сектора – Болама, Бубаке и Каравела.
Сектор Болама включва два от островите Бижагош, разположени най-близо до крайбрежието. В този сектор е разположена столицата на регион Болама – град Болама. Тези острови са обрасли с мангрови гори, населението отглежда главно кашу.
Сектор Бубаке включва южната част на островите Бижагош, повечето от които малки. На остров Бубаке живее по-голямата част от населението. Островът е известен с чистите си плажове и се посещава от много туристи.
Сектор Каравела включва северната част на островите Бижагош.